# Nupserha fuscoapicalis
Nupserha fuscoapicalis är en skalbaggsart som beskrevs av Stephan von Breuning 1949. Nupserha fuscoapicalis ingår i släktet Nupserha och familjen långhorningar.
Artens utbredningsområde är:
- Myanmar.
- Nepal.

Inga underarter finns listade i Catalogue of Life.